# Mirabel (condado)
A Regionalidade Municipal do Condado de Mirabel está situada na região de Laurentides na província canadense de Quebec. Com uma área de mais de quatrocentos quilómetros quadrados, tem, segundo o censo de 2005, uma população de cerca de trinta mil pessoas sendo comandada pela cidade de Mirabel. Ela é composta por uma única municipalidades, a cidade de Mirabel.

## Municipalidades

### Cidades
- Mirabel